# 景贤贾氏宗祠
28°11′51″N 115°21′47″E / 28.19750°N 115.36306°E
景贤贾氏宗祠位于中国江西省高安市新街镇景贤贾家村，2013年被列为第七批全国重点文物保护单位。
贾家村为高安现存最早、规模最大、较为完整的村落。贾氏宗祠位于贾家村中部，前后四进，占地面积达1872多平方米，分昼锦堂、拜亭、寝宫、观音堂四部分。